# Vladímir Txernixov
Vladímir Txernixov   (Potxinok, 21 de juny de 1951 - Pàdua, 1 de maig de 2004) fou un jugador de voleibol rus que va competir sota bandera de la Unió Soviètica durant les dècades de 1970 i 1980.
El 1976 va prendre part en els Jocs Olímpics d'Estiu de Mont-real, on guanyà la medalla de plata en la competició de voleibol. Quatre anys més tard, als Jocs de Moscou, guanyà la medalla d'or en la mateixa competició.
En el seu palmarès també destaquen una medalla d'or (1978) i una de plata (1974) al Campionat del Món de voleibol; una medalla d'or (1977) a la Copa del Món de voleibol; quatre medalles d'or al Campionat d'Europa de voleibol, les edicions compreses entre el 1975 i 1981; i una medalles d'or (1970) i una de plata (1973) a les Universíades.
A nivell de clubs jugà al Burevestnik/MVTU de Moscou fins al 1983, per posteriorment jugar en equips de Bulgària i Itàlia.